# Hyleoglomeris jacobsoni
Hyleoglomeris jacobsoni är en mångfotingart som beskrevs av Filippo Silvestri 1907. Hyleoglomeris jacobsoni ingår i släktet Hyleoglomeris och familjen klotdubbelfotingar. Inga underarter finns listade i Catalogue of Life.